# Xã Whittington, Quận Garland, Arkansas
Xã Whittington (tiếng Anh: Whittington Township) là một xã thuộc quận Garland, tiểu bang Arkansas, Hoa Kỳ. Năm 2010, dân số của xã này là 17.599 người.